# Гацка
Гацка (хорв. Gacka) — річка в Хорватії.

## Опис
Довжина — 61 км (до будівництва ГЕС Сень та Склопе мала довжину понад 100 км). Найбільша глибина — 10 м. Середня температура води влітку — 10,8°, взимку — 7,9°.
Найвище джерело перебуває на висоті 460 м над рівнем моря. З головного джерела витікає близько 6,3 м³/с води, в середній течії руслом протікає приблизно 15,5 м³/с води.
У руслі Гацки зафіксовано чимало порожнин і печер. Дослідження структури русла почалося лише в другій половині ХХ століття. До цього часу не досліджено ще більше половини печер Гацки.
Енергія води річки використовується для виробництва електроенергії гідроелектросистеми «Сень» (ГЕС «Сень» та «Склопе»).
На берегах Гацки розвинений туризм, особливо зелений та рибальський. У середній течії річки часто проходять змагання рибалок, зокрема традиційний щорічний «Кубок Гацки». Річка багата на форель, промисловий сезон риболовлі починається 1 березня і закінчується 31 жовтня.

## Див. також

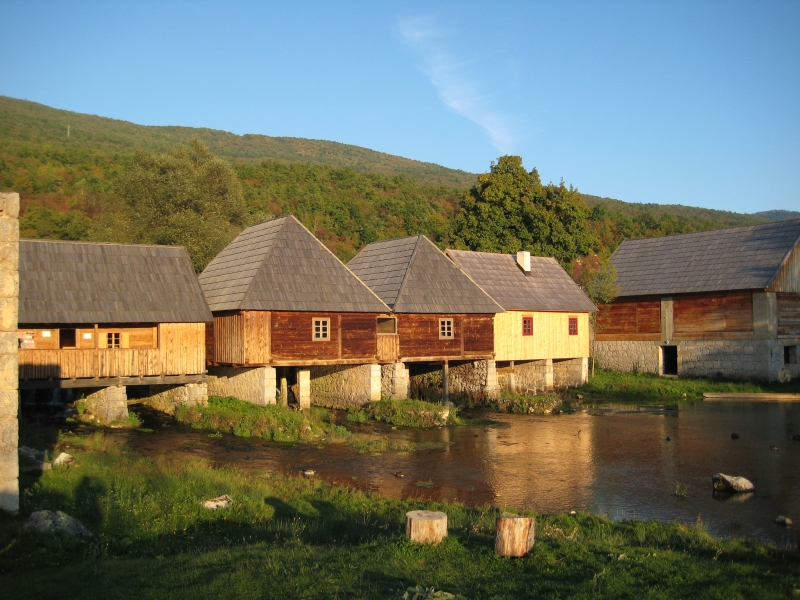
Маєрове джерело
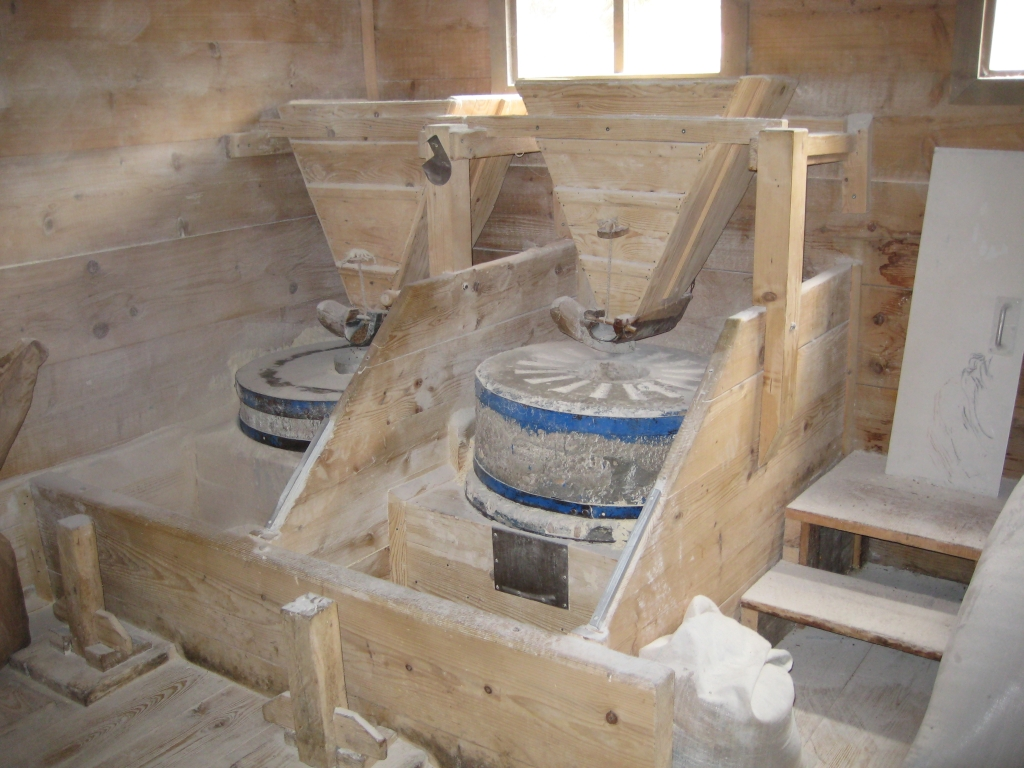
Млин біля Маєрового джерела
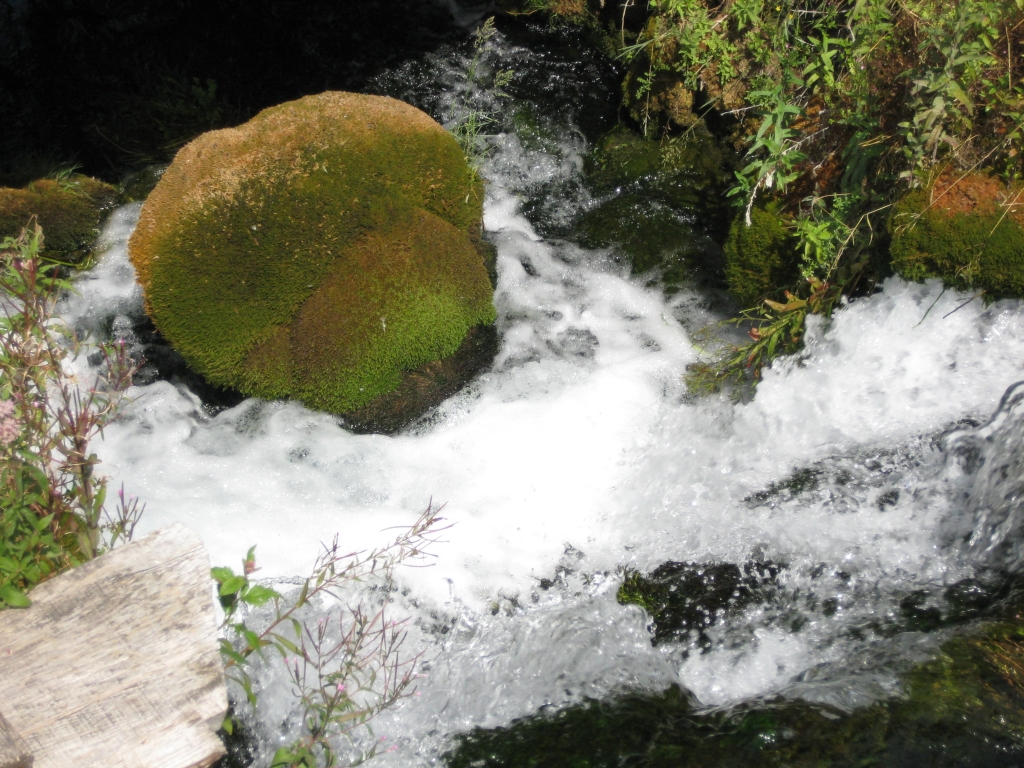
Тонковичеве джерело
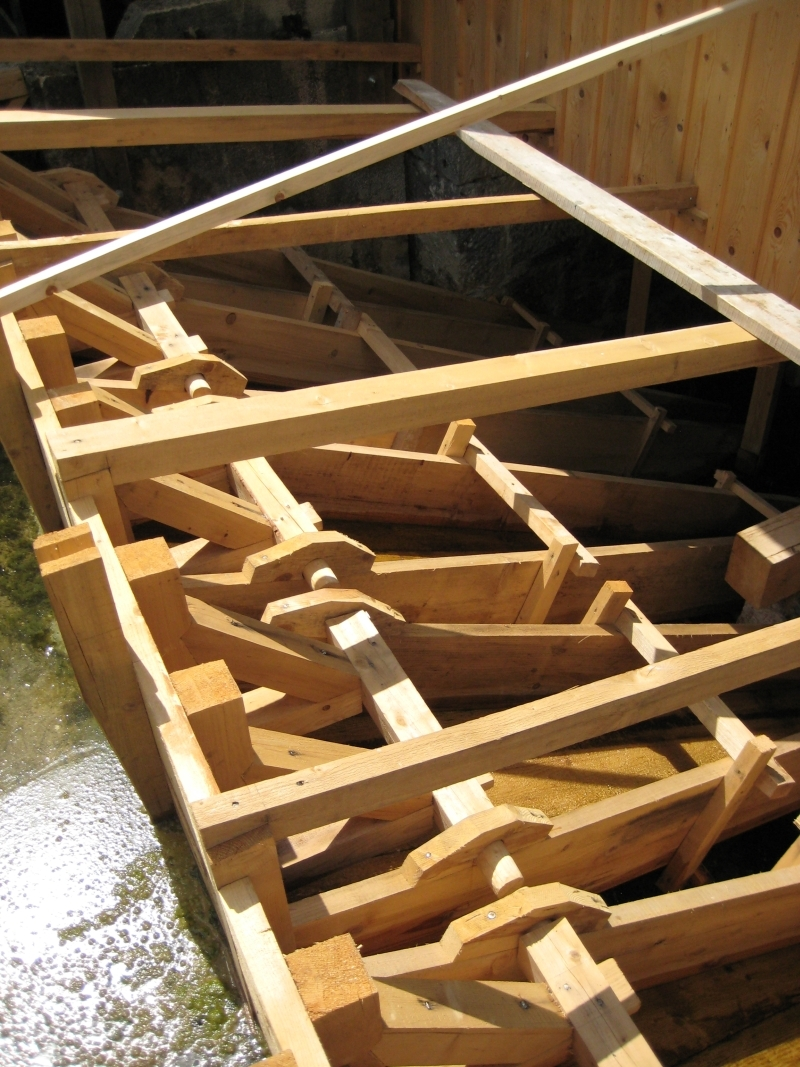
Старий млин
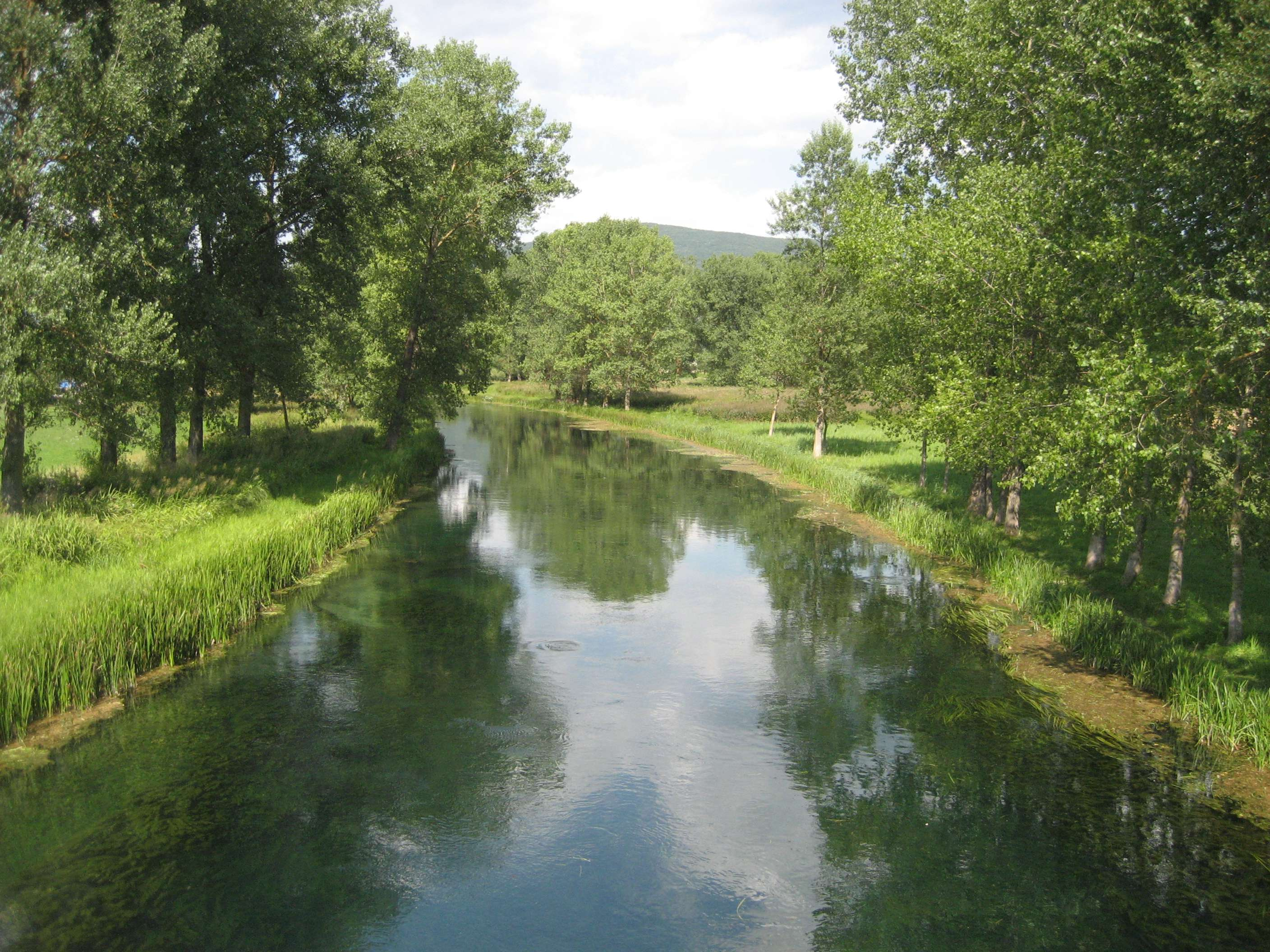
Вигляд з мосту